# (467061) 2016 DJ13
(467061) 2016 DJ13 és un asteroide pertanyent al cinturó d'asteroides, descobert el 15 de gener de 2005 per l'equip Spacewatch des de l'Observatori Nacional de Kitt Peak (Arizona, Estats Units).